# Robert Page
Robert John Page  (ur. 3 września 1974 w Llwynypii) – walijski piłkarz występujący na pozycji obrońcy. W latach 2020–2024 selekcjoner reprezentacji Walii w piłce nożnej mężczyzn.

## Kariera klubowa
Page zawodową karierę rozpoczynał w 1993 roku w angielskim Watfordzie z Division One. W tych rozgrywkach zadebiutował 16 października 1993 roku w przegranym 0:1 pojedynku z Birmingham City. W 1996 roku spadł z zespołem do Division Two, ale w 1998 wrócił z nim do Division One. W 1999 roku awansował natomiast do Premier League. W tej lidze pierwszy mecz zaliczył 7 sierpnia 1999 roku przeciwko Wimbledonowi (2:3). W 2000 roku wrócił z klubem do Division One.
W sierpniu 2001 roku Page został wypożyczony do Sheffield United, także grającego w Division One. Zadebiutował tam 11 sierpnia 2001 roku w zremisowanym 1:1 spotkaniu z Nottingham Forest. We wrześniu tego samego roku za 350 tysięcy funtów został wykupiony przez Sheffield z Watfordu.
W 2004 roku Page przeszedł do Cardiff City z nowo powstałej ligi Championship, będącej następcą Division One jako drugiego poziomu rozgrywek. Debiut zanotował tam 7 sierpnia 2004 roku w zremisowanym 2:2 meczu z Crewe Alexandra (2:2). W Cardiff spędził 1,5 roku.
Na początku 2005 roku odszedł do Coventry City, także grającego w Championship. W jego barwach zadebiutował 15 marca 2005 roku w zremisowanym 1:1 z Millwall. W Coventry grał przez 3 lata.
Na początku 2008 roku został graczem zespołu Huddersfield Town z League One. W połowie tego samego roku odszedł do Chesterfield z League Two. W marcu 2011 roku zakończył tam karierę.

## Kariera reprezentacyjna
W reprezentacji Walii Page zadebiutował 14 grudnia 1996 roku w zremisowanym 0:0 meczu eliminacji Mistrzostw Świata 1998 z Turcją. W latach 1996–2005 w drużynie narodowej rozegrał w sumie 41 spotkań.